# Gotigenahalli, Chiknayakanhalli
Gotigenahalli là một làng thuộc tehsil Chiknayakanhalli, huyện Tumkur, bang Karnataka, Ấn Độ.